# Мухнари
Мухнари или Кацырха (абх. Кацырха, груз. მუხნარი) — село в Абхазии. Находится в Гагрском районе. Высота над уровнем моря составляет 320 метров.

## Население
По данным 1959 года в селе Мухнари жило 338 жителей, в основном армяне В 1989 году в селе проживало 138 человек, также в основном армяне.

## История
Переименован в Кацырха согласно Постановлению ВС Республики Абхазия от 4 декабря 1992. По законам Грузии продолжает носить название Мухнари.